# Burraq
Burraq is een plaats in het Syrische gouvernement Daraa.